# اثنا عشر (فلم)
اثنا عشر (بالإنجليزية: Twelve) فيلم جريمة 2010 للمخرج جويل شوماخر. وكتب الفيلم جوردان ميلامد، ومقتبس من رواية بنفس الاسم للكاتب نيك مكدونيل. ويحكي الفيلم قصة الإدمان على المخدرات والعنف والجنس بين المراهقين الأثرياء في مانهاتن. صدر في 6 أغسطس 2010، بعد تأخير عدة شهور.

## طاقم العمل
- تشيس كراوفورد في دور مايكل "وايت مايك"
  - جاك كيمبال في دور وايت مايك
- روري كولكن في دوركريس كنتون
- كيرتس جاكسون في دور ليونيل
- إميلي ميد في دور جيسيكا بريسون
- إيما روبرتس في دور مولي نورتون
- إستي غينزبرغ في دور سارة لودلو
- بيلي ماغنوسن في دور كلود كنتون
- جيريمي وايت في دور تشارلي
- فيليب إيتنغر في دور صياد
- نيكو تورتوريلا في دور توبياس
- إيثان بيك في دور شون
- شانيل بانك في دور شيلي
- زوي كرافيتز في دور غابي
- ماكس بوارر في دور أندرو
- جيرمين كروفورد في دور نانا
- ألكسندر فلوريس في دور أرتورو
- ديون أودان في دور أم نانا
- ليام مكملان في دور رويال
- داميان يونغ في دور أب هنتر
- تشارلز أوستن ساكستون مارك روثكو
- فين ويتروك في دور وران
- إريك بير سوليفان في دور تيمي
- إيزيا ويتلوك في دور المحقق دومون
- جريج بيلو باسم المباحث كمبينسكي
- أكو في دور السيدة فونغ
- إلين باركين في دور السيدة بريسون
- كيفر ساذرلاند في دور الراوي للفيلم

## وصلات خارجية
- مقالات تستعمل روابط فنية بلا صلة مع ويكي بيانات